# Klášter Hradiště nad Jizerou
Klášter Hradiště nad Jizerou é uma comuna checa localizada na região da Boêmia Central, distrito de Mladá Boleslav.